# Sjeverovci
Sjeverovci je naseljeno mjesto u sastavu općine Bosanska Dubica, Republika Srpska, BiH.

## Stanovništvo
| Sjeverovci         |              |
| godina popisa      | 1991.        |
| Srbi               | 179 (55,59%) |
| Hrvati             | 0            |
| Muslimani          | 0            |
| Jugoslaveni        | 13 (4,04%)   |
| ostali i nepoznato | 130 (40,37%) |
| ukupno             | 322          |